# Bysjön (Skärvs socken, Västergötland)
Bysjön är en sjö i Skara kommun i Västergötland och ingår i Göta älvs huvudavrinningsområde. Sjön har en area på 0,238 kvadratkilometer och ligger 127 meter över havet. Bysjön är en fiskesjö där gädda, mört och abborre är vanliga fiskarter, men braxen, sarv, sutare, gärs, ruda och lake förekommer.

## Delavrinningsområde
Bysjön ingår i det delavrinningsområde (647692-137170) som SMHI kallar för Mynnar i Härlingtorpskanalen. Avrinningsområdets medelhöjd är 131 meter över havet och ytan är 5,29 kvadratkilometer. Räknas de 6 delavrinningsområdena uppströms in blir den ackumulerade arean 30,89 kvadratkilometer. Vattendraget som avvattnar avrinningsområdet har biflödesordning 5, vilket innebär att vattnet flödar genom totalt 5 vattendrag innan det når havet efter 260 kilometer. Delavrinningsområdet består mestadels av skog (21 procent), öppen mark (17 procent) och jordbruk (46 procent). Avrinningsområdet har 0,85 kvadratkilometer vattenytor vilket ger det en sjöprocent på 16,1 procent.

## Galleri

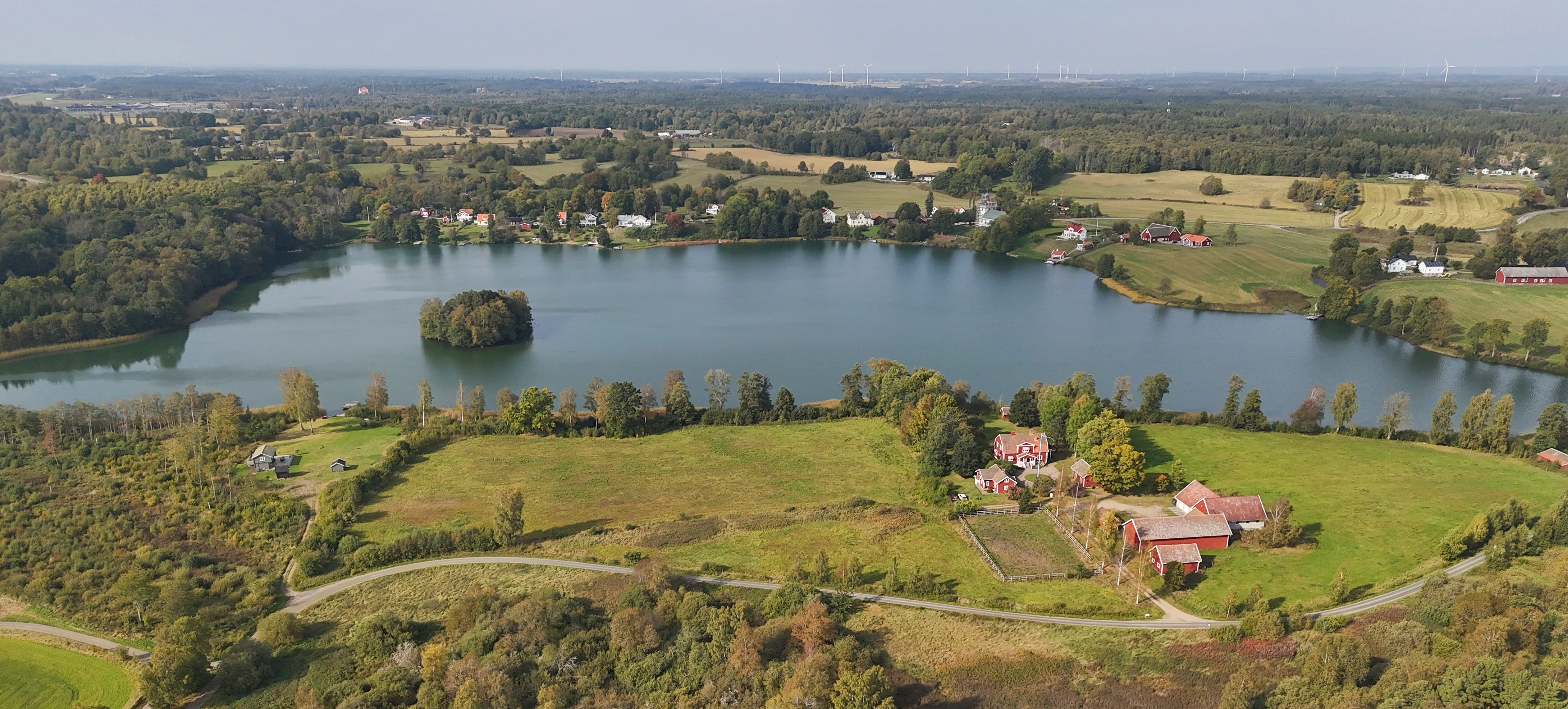
Bysjön från öster.